# 排笛
排笛是一种由2～4根扎在一起的长短不同的笛子组成的乐器，由赵松庭于20世纪60年代初发明。相比传统笛子，排笛的音域更广，可达三个八度以上，音色和表现力也更丰富。代表曲目有《采茶忙》《婺江风光》《荫中鸟》等。